# Maravillas Rojo Torrecilla
Maravillas Rojo Torrecilla (Barcelona, 9 de novembre de 1950) ha estat tinent d'alcalde de Barcelona i Secretària General de Treball del Ministeri de Treball i Immigració d'Espanya (període 2008 - octubre 2010). Des de 2004 fins a 2018 fou secretària General de CIDEU. Posteriorment, el 2017 es convertí en presidenta de la cooperativa Abacus.

## Biografia
Es va llicenciar en Ciències Polítiques, Econòmiques i Comercials per la Universitat de Barcelona en 1973 i Sènior executive (Programa de Direcció general) per ESADE. Fou directora de l'INEM de la província de Barcelona entre 1991 i 1995. Tinent d'alcalde i regidora de l'Ajuntament de Barcelona, des de 1995 al 2007, responsable de les àrees de promoció econòmica, ocupació, comerç, turisme i innovació. Ha estat presidenta de Barcelona Activa, l'Agència de Desenvolupament Local de l'Ajuntament de Barcelona de 1995 al 2007, va promoure la seva renovació i la va situar com un referent ciutadà i internacional en matèria d'ocupació, iniciativa emprenedora i creixement empresarial.
Des de la participació en òrgans de direcció i institucions vinculades al desenvolupament econòmic, com el Port de Barcelona, Mercabarna, el Pla Estratègic Metropolità, el Pacte Industrial Metropolità, la Fira de Mostres de Barcelona, el Consorci de la Zona Franca, el districte de la Innovació “22@”, el Parc Tecnològic del Vallès o la societat de capital de risc “Barcelona Empren”, entre d'altres, ha conduït i influït en les polítiques d'innovació, promoció econòmica i ocupació de la ciutat de Barcelona.
Entre 2011 i 2015 fou directora de programes d’emprenedoria social i cooperativa a la Direcció General d’Economia Social de la Generalitat de Catalunya.
En el camp internacional, va ser Secretària General de CIDEU des de 2004 fins a 2018 (Centre Iberoamericà de Desenvolupament Estratègic Urbà), compartint conceptes i metodologies desenvolupats al llarg de la seva carrera en diferents entorns d'Amèrica Llatina, entorn de la Planificació Estratègica Urbana.
Ha impartit nombrosos cursos, seminaris i conferències en l'àmbit del desenvolupament local, l'ocupació, la iniciativa emprenedora, l'economia social i cooperativa i els projectes estratègics urbans. La seva trajectòria professional la vincula per convicció a l'ocupació, la iniciativa emprenedora, l'economia social i les xarxes de ciutats .
Des del 2017 és presidenta de la cooperativa Abacus.